# Cyphosperma tanga
Cyphosperma tanga é uma espécie de angiospermas da família Arecaceae.
Apenas pode ser encontrada nas Fiji.
Está ameaçada por perda de habitat.